# Mananjary
Mananjary é uma cidade na costa Este da ilha de Madagáscar.

## Geografia
Localizada na foz do rio Mananjary, no centro da região de Vatovavy Fitovinany e é sede do distrito de Mananjary.

## Transportes
A cidade tem um pequeno aeroporto regional.